# Franziska zu Hohenlohe-Waldenburg-Schillingsfürst
Franziska di Hohenlohe-Waldenburg Anna-Schillingsfürst (Franziska Maria Anna; Teplice, 21 giugno 1897 – Salisburgo, 12 luglio 1989) fu una principessa della casa reale Hohenlohe-Waldenburg e la moglie di Massimiliano Eugenio arciduca d'Austria.

## Biografia
Era la figlia del principe Konrad zu Hohenlohe-Waldenburg-Schillingsfürst, e di sua moglie, la contessa Franziska von Schönborn-Buchheim.

## Matrimonio
Il 27 novembre 1917, sposò l'arciduca Massimiliano Eugenio d'Asburgo-Lorena, il secondo figlio dell'arciduca Otto d'Austria e della principessa Maria Giuseppina di Sassonia. Suo cognato era l'arciduca Carlo Francesco d'Austria, l'ultimo imperatore d'Austria. Il matrimonio ebbe luogo a Laxenburg, nei pressi di Vienna.
La coppia ebbe due figli:
- arciduca Ferdinando d'Asburgo-Lorena (Vienna, 1918 - Ulm, 2004), sposò nel 1956 Gräfin zu Helene Torring-Jettenbach (1937)
- arciduca Enrico Carl Maria d'Asburgo-Lorena (Monaco di Baviera, 1925), sposò nel 1961 con Ludmilla Gräfin von Galen (1939)

## Morte
Morì a Salisburgo, in Austria, il 12 luglio 1989 all'età di 92 anni.

## Ascendenza
|                                                   |                                              |                                                        | Genitori                                    |  |  | Nonni |  |  | Bisnonni                                             |  |  | Trisnonni                                                |  |
|                                                   |                                              |                                                        |                                             |  |  |       |  |  | Franz Joseph zu Hohenlohe-Waldenburg-Schillingsfürst |  |  | Karl Albrecht II zu Hohenlohe-Waldenburg-Schillingsfürst |  |
|                                                   |                                              |                                                        |                                             |  |  |       |  |  | Franz Joseph zu Hohenlohe-Waldenburg-Schillingsfürst |  |  | Karl Albrecht II zu Hohenlohe-Waldenburg-Schillingsfürst |  |
|                                                   |                                              | Judith Reviczky de Revisnye                            |                                             |  |  |       |  |  | Franz Joseph zu Hohenlohe-Waldenburg-Schillingsfürst |  |  |                                                          |  |
| Konstantin Hohenlohe-Waldenburg-Schillingsfürst   |                                              |                                                        |                                             |  |  |       |  |  | Franz Joseph zu Hohenlohe-Waldenburg-Schillingsfürst |  |  |                                                          |  |
|                                                   |                                              | Constanze zu Hohenlohe-Schillingsfürst                 | Karl Ludwig zu Hohenlohe-Langenburg         |  |  |       |  |  |                                                      |  |  |                                                          |  |
|                                                   |                                              | Constanze zu Hohenlohe-Schillingsfürst                 | Karl Ludwig zu Hohenlohe-Langenburg         |  |  |       |  |  |                                                      |  |  |                                                          |  |
|                                                   |                                              | Constanze zu Hohenlohe-Schillingsfürst                 | Amalie Henriette zu Solms-Baruth            |  |  |       |  |  |                                                      |  |  |                                                          |  |
| Konrad Hohenlohe-Waldenburg-Schillingsfürst       |                                              | Constanze zu Hohenlohe-Schillingsfürst                 |                                             |  |  |       |  |  |                                                      |  |  |                                                          |  |
|                                                   |                                              | Nikolaus zu Sayn-Wittgenstein                          | Ludwig Adolf Peter zu Sayn-Wittgenstein     |  |  |       |  |  |                                                      |  |  |                                                          |  |
|                                                   |                                              | Nikolaus zu Sayn-Wittgenstein                          | Ludwig Adolf Peter zu Sayn-Wittgenstein     |  |  |       |  |  |                                                      |  |  |                                                          |  |
|                                                   |                                              | Nikolaus zu Sayn-Wittgenstein                          | Antuanetta Snarska                          |  |  |       |  |  |                                                      |  |  |                                                          |  |
| Marie zu Sayn-Wittgenstein                        |                                              | Nikolaus zu Sayn-Wittgenstein                          |                                             |  |  |       |  |  |                                                      |  |  |                                                          |  |
|                                                   |                                              | Karolina Elżbieta Iwanowska                            | Peter Iwanowski                             |  |  |       |  |  |                                                      |  |  |                                                          |  |
|                                                   |                                              | Karolina Elżbieta Iwanowska                            | Peter Iwanowski                             |  |  |       |  |  |                                                      |  |  |                                                          |  |
|                                                   |                                              | Karolina Elżbieta Iwanowska                            | Pauline Podowski                            |  |  |       |  |  |                                                      |  |  |                                                          |  |
| Franziska zu Hohenlohe-Waldenburg-Schillingsfürst |                                              | Karolina Elżbieta Iwanowska                            |                                             |  |  |       |  |  |                                                      |  |  |                                                          |  |
|                                                   | Karl Eduard Friedrich von Schönborn-Buchheim | Franz Philipp Joseph von Schönborn-Buchheim            |                                             |  |  |       |  |  |                                                      |  |  |                                                          |  |
|                                                   | Karl Eduard Friedrich von Schönborn-Buchheim | Franz Philipp Joseph von Schönborn-Buchheim            |                                             |  |  |       |  |  |                                                      |  |  |                                                          |  |
|                                                   | Karl Eduard Friedrich von Schönborn-Buchheim | Maria Sophie von der Leyen und zu Hohengeroldseck      |                                             |  |  |       |  |  |                                                      |  |  |                                                          |  |
| Erwin von Schönborn-Buchheim                      | Karl Eduard Friedrich von Schönborn-Buchheim |                                                        |                                             |  |  |       |  |  |                                                      |  |  |                                                          |  |
|                                                   |                                              | Maria Anna Antonia von Bolza                           | Franz Joseph Graf von Bolza                 |  |  |       |  |  |                                                      |  |  |                                                          |  |
|                                                   |                                              | Maria Anna Antonia von Bolza                           | Franz Joseph Graf von Bolza                 |  |  |       |  |  |                                                      |  |  |                                                          |  |
|                                                   |                                              | Maria Anna Antonia von Bolza                           | Anna Maria Clara Batthyány de Németújvár    |  |  |       |  |  |                                                      |  |  |                                                          |  |
| Franziska Gräfin von Schönborn-Buchheim           |                                              | Maria Anna Antonia von Bolza                           |                                             |  |  |       |  |  |                                                      |  |  |                                                          |  |
|                                                   |                                              | Ferdinand Joachim von und zu Trauttmansdorff-Weinsberg | Johann von und zu Trauttmansdorff-Weinsberg |  |  |       |  |  |                                                      |  |  |                                                          |  |
|                                                   |                                              | Ferdinand Joachim von und zu Trauttmansdorff-Weinsberg | Johann von und zu Trauttmansdorff-Weinsberg |  |  |       |  |  |                                                      |  |  |                                                          |  |
|                                                   |                                              | Ferdinand Joachim von und zu Trauttmansdorff-Weinsberg | Elizabeth zu Fürstenberg-Weitra             |  |  |       |  |  |                                                      |  |  |                                                          |  |
| Franziska von und zu Trauttmansdorff-Weinsberg    |                                              | Ferdinand Joachim von und zu Trauttmansdorff-Weinsberg |                                             |  |  |       |  |  |                                                      |  |  |                                                          |  |
|                                                   |                                              | Anna von und zu Liechtenstein                          | Karl von und zu Liechtenstein               |  |  |       |  |  |                                                      |  |  |                                                          |  |
|                                                   |                                              | Anna von und zu Liechtenstein                          | Karl von und zu Liechtenstein               |  |  |       |  |  |                                                      |  |  |                                                          |  |
|                                                   |                                              | Anna von und zu Liechtenstein                          | Franzisca von Wrbna und Freudenthal         |  |  |       |  |  |                                                      |  |  |                                                          |  |
|                                                   |                                              | Anna von und zu Liechtenstein                          |                                             |  |  |       |  |  |                                                      |  |  |                                                          |  |